# Нагороди Норвегії
Нагородна система Норвегії в даний час[який?] складається з двох орденів і деякої кількості відзнак та медалей.

## Ордена
- Королівський норвезький орден Св. Олафа (норв. Den Kongelige Norske St. Olavs Orden) — заснований в 1847 році;
- Королівський норвезький орден Заслуг (норв. Den Kongelege Norske Fortenstordenen) — заснований у 1985 році;
- Орден Норвезького лева (норв. Den Norske Løve) — заснований орден в 1904 році, нагородження фактично припинено в 1905 році. Юридично скасований в 1952 році.

## Хрести

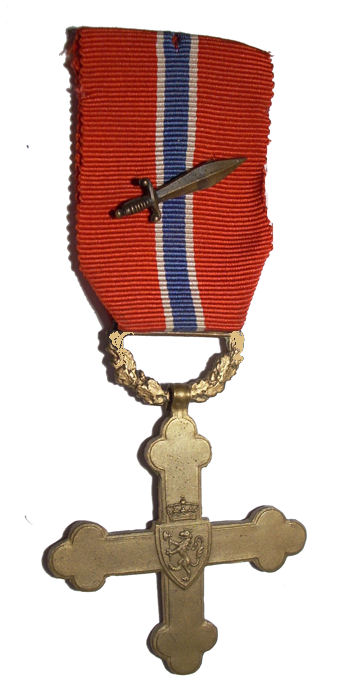
Військовий хрест з мечем

- Військовий хрест з мечем (норв. Krigskorset med sverd)
- Хрест Свободи (норв. Haakon VIIs Frihetskors)
- Хрест Пошани:
  - Хрест Пошани Поліції (норв. Politiets Hederskors)
  - Хрест Пошани Цивільної оборони (норв. Sivilforsvarets Hederskors)
  - Хрест Пошани Збройних сил (норв. Forsvarets Hederskors)

## Медалі
- Медаль «За видатні цивільні досягнення» (норв. Medaljen for Borgerdåd)
- Медаль Святого Олафа (норв. St Olavsmedaljen)
- Медаль «За звитягу» (норв. Medaljen for Edel Dåd)
- Королівська медаль Заслуг (норв. Kongens fortjenstmedalje)
- Військова медаль (норв. Krigsmedaljen)
- Медаль Збройних сил «За доблесть» (норв. Forsvarets medalje for Edel Dåd)
- Медаль Свободи (норв. Haakon VIIs Frihetsmedalje)
- Медаль «За порятунок на морі» (норв. Medaljen for Redningsdåd til sjøs)
- Нансенівська медаль «За видатні дослідження» (норв. Nansenmedaljen for fremragende forskning)
- Медаль «За службу в Збройних силах» (норв. Forsvarsmedaljen)
- Медаль «За службу в поліції» (норв. Politimedaljen)
- Медаль «За службу в Цивільній обороні» (норв. Sivilforsvarsmedaljen)
- Медаль Оборони 1940-1945 (норв. Deltagermedaljen 9. april 1940 — 8. mai 1945)
- Медаль «За заслуги по службі в лейб-гвардії» (норв. Heimevernets fortjenstmedalje)
- Корейська медаль (норв. Den Norske Koreamedaljen)
- Медаль Модгейм (Медаль Антарктичної експедиції 1949—1952; норв. Maudheimmedaljen)
- Антарктична медаль (норв. Antarktismedaljen)
- Королівська ювілейна медаль (норв. H.M. Kongens erindringsmedalje)
- Коронаційна медаль короля Гокона VII (норв. Kroningsmedaljen 1906)
- Медаль Сторіччя Королівського Дому (норв. Kongehusets 100-årsmedalje)
- Медаль «В пам'ять короля Гокона VII» (норв. Haakon VIIs Minnemedalje 1. oktober 1957)

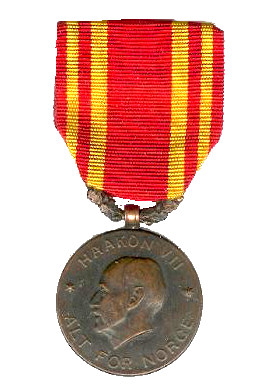
Військова медаль

- Ювілейна медаль Короля Гокона VII 1905—1930 (норв. Haakon VIIs Jubileumsmedalje 1905—1930)
- Військова медаль Ювілейна медаль Короля Гокона VII 1905—1955 (норв. Haakon VIIs Jubileumsmedalje 1905—1955)
- Медаль 70-річного ювілею короля Гокона VII (норв. Haakon VIIs 70 års Medalje)
- Медаль 100-річчя короля Гокона VII (норв. Haakon VIIs 100 års Medalje)
- Медаль «В пам'ять короля Олафа V» (норв. Olav Vs Minnemedalje 30. januar 1991)
- Ювілейна медаль Короля Олафа V 1957—1982 (норв. Olav Vs Jubileumsmedalje 1957—1982)
- Медаль 100-річчя короля Олафа V (норв. Olav Vs 100 års Medalje)
- Ювілейна медаль Короля Гаральда V 1991—2016
- Медаль Збройних сил «За поранення при бойових діях» (норв. Forsvarets medalje for sårede i strid)
- Медаль Збройних сил «Убитим при бойових діях» (норв. Forsvarets medalje for falne i strid)
- Медаль Збройних сил «За міжнародні операції» (норв. Forsvarets medalje for internasjonale operasjoner)
- Медаль Поліції «За міжнародну службу» (норв. Politiets medalje for internasjonal tjeneste)
- Медаль Цивільної оборони «За міжнародну службу» (норв. Sivilforsvarets medalje for internasjonal tjeneste)
- Медаль Збройних сил «За службу за кордоном» (норв. Forsvarets innsatsmedalje)
- Медаль Збройних сил «За операції за кордоном» (норв. Forsvarets operasjonsmedalje)

Медаль «За вірну службу»:
- - Медаль Збройних сил «За вірну службу» (норв. Forsvarets Vernedyktighetsmedalje
  - Медаль Військово-повітряних сил «За вірну службу» (норв. Luftforsvarets Vernedyktighetsmedalje)
  - Медаль Військово-морських сил «За вірну службу» (норв. Sjøforsvarets Vernedyktighetsmedalje)
  - Медаль Цивільної оборони «За вірну службу» (норв. Sivilforsvarets Vernedyktighetsmedalje)

## Порядок старшинства нагород
Старшинство норвезьких нагород, згідно з Королівським декретом від 11 червня 1943 року, з подальшими доповненнями по 30 січня 2012 року:
1. Військовий хрест з мечем
2. Медаль «За видатні цивільні досягнення»
3. Норвезький королівський орден Св. Олафа
4. Норвезький королівський орден Заслуг
5. Хрест Свободи
6. Медаль Святого Олафа з дубовою гілкою
7. Медаль «За звитягу» (золота)
8. Королівська медаль Заслуг (золота)
9. Медаль Святого Олафа
10. Військова медаль
11. Медаль Збройних сил «За звитягу»
12. Медаль Свободи
13. Медаль «За звитягу» (срібна)
14. Медаль «За порятунок на морі»
15. Нансенівська медаль «За видатні дослідження»
16. Хрест Пошани
17. Медаль «За службу в Збройних силах» з лавровою гілкою
18. Медаль «За службу в поліції» з лавровою гілкою
19. Медаль «За службу в Цивільній обороні» з лавровою гілкою
20. Королівська медаль Заслуг (срібна)
21. Медаль Оборони 1940—1945
22. Медаль «За заслуги по службі в лейб-гвардії»
23. Корейська медаль
24. Медаль Модхейм
25. Антарктична медаль
26. Королівська медаль (золота)
27. Медаль Сторіччя Королівського Дому
28. Медаль «В пам'ять короля Гокона VII»
29. Пам'ятна медаль Срібного ювілею короля Гокона VII
30. Пам'ятна медаль Золотого ювілею короля Гокона VII
31. Медаль 70-річчя короля Гокона VII
32. Медаль 100-річчя короля Гокона VII
33. Медаль «В пам'ять короля Олафа V»
34. Пам'ятна медаль Срібного ювілею короля Олафа V
35. Медаль 100-річчя короля Олафа V
36. Ювілейна медаль Короля Гаральда V 1991—2016
37. Королівська медаль (срібна)
38. Медаль «За службу в Збройних силах»
39. Медаль «За службу в поліції»
40. Медаль «За службу в Цивільній обороні»
41. Медаль Збройних сил «За поранення при бойових діях»
42. Медаль Збройних сил «За участь в міжнародних миротворчих операціях»
43. Медаль Поліції «За міжнародну службу»
44. Медаль Цивільної оборони «За міжнародну службу»
45. Медаль Збройних сил «За службу за кордоном»
46. Медаль Збройних сил «За операції за кордоном»
47. Медаль «За вірну службу»